# レイジレーサー
『レイジレーサー』(RAGE RACER) は、ナムコ（後のバンダイナムコエンターテインメント）から1996年12月3日に発売されたレースゲームである。発売当時のヒット作となり、1996年のPlayStationソフト推定販売本数TOP30の中から5位を記録している。

## 概要
アーケードゲームでは『レイブレーサー』が並行して開発されていたが、それとは違いコンシューマーゲームならではの方向へとシフトしていった。そのため『リッジレーサー』や『リッジレーサーレボリューション』とは大幅にゲーム性が変わり、以降のシリーズの方向性を決定した作品でもある。
初見の分かりやすさに比重を置くアーケード直系の前作までと違い、家庭で長く遊べるような複雑なゲームシステムに変更され、夜間のステージが増加し、現実味を重視して色彩が抑えられ、BGMも暗くコアな曲が多く、車の挙動もリアリティを重視して重くなっているなど、渋いテイストの作品となっている。
事実上コンシューマーゲームのリッジレーサーシリーズの第3作目ではあるが、ナムコでは本作をリッジレーサーシリーズの一作に含めておらず、『リッジ』そのものの進化版と謳っている。タイトルの「RAGE」には「猛烈な、熾烈な」という意味がある。「抜き去る快感」と「接近戦の緊迫感」を楽しめるようにするため、タイムが加算されるシステムよりも順位を重視するようになったという。RPG的なコンシューマーならではの要素を持たせた「賞金」によるマシンの購入やチューニングは、多くのユーザーから高い評価を得た。
コースと車を選択した後に、L1、R1、STARTを画面が切り替わるまで押し続けることで、コースが反転した状態でレースをすることができるようになる。
この頃を境に、初期サウンドスタッフの細江慎治、佐宗綾子、佐野信義、相原隆行の4人がナムコを退社したため、今作より大久保博がサウンドディレクションを担当し、中西哲一と共に作曲を担当した。本作はサウンドトラックが発売されていないため、実際にこの2人のみで全曲を作り上げているのかは不明であったが、2014年5月発売の「RIDGE RACER 20th Anniversary Remix」にて、2人のみで全曲を制作していたことが判明した。
ヨコハマタイヤ（ADVAN）とショックアブソーバーブランドのGABがスポンサーとして登場する。

## 前作との相違点
- タイムリミットの概念が大幅に変更。単に遅延プレー防止程度の緩いタイムリミットとなる。
- 車種、メーカーの概念が登場。コンシューマー版にはすでに車による性能の変化、というフィーチャーは入っていたが、それをさらに進化。架空の自動車メーカーを登場させ、同じメーカーから出す車には一定の特徴を入れるというようにされていった。
- 資金、チューニングの概念が登場。同じ車のままエアロパーツの装着や軽量化といったチューニングを施すことができるようになった。
- レースクイーン、永瀬麗子の初登場。本作以降も『リッジV』を除いて登場する。
- グランプリの概念の登場。1コースだけでなく、複数のコースを回ってチャンピオンを決めるというシステムが導入。
- コース名の採用。前作までは「初級」「中級」などだったのだが、今作からそれぞれに名前が付くようになった。これを受けてのちのシリーズで旧コースが再登場する際に、名前が割り振られるようになった。

前作までは「デビルカー = おまけ要素」的なものであったが、本作はEXグランプリにクラス6として「敵車が全てデビルカー」というモードが登場する。ジ・エクストリームオーバルだけはデビルカーを使用せずにクリアができないことが判明しているため、おまけ要素でなく必需品となっている。これも『リッジV』のバトルロイヤルモード、レーサーズでのSPクラス限定戦などに受け継がれていく。

## バグ、不自然な表現
シフトチェンジ時に速度が固定されるという現象があり、最高段ギアとその下のギアで交互にシフトチェンジを繰り返すことにより、以下のような荒れた走行が可能となる。
- 上り坂を高速で登る
- 壁に衝突する寸前にシフトを入れ替えると、衝突してもスピードが落ちにくくなる
- コーナー手前でシフトチェンジしながらブレーキを踏むと、スピードが落ちないままブレーキを踏んだときと同じ挙動で曲がる

また敵車との当たり判定の基準が他のシリーズと比較して不明瞭なのも特徴である。

## モード
GRAND PRIX（グランプリ）
イベントレースを勝ち進み、優勝を目指すモード。敵車の数は11台。3位以内に入賞することで賞金を獲得でき、新しいマシンの購入や性能アップに用いることができる。シリーズ初登場のモードで、以降のシリーズにも同様のモードが存在する。
全5クラスをクリアするとエンディングが流れ、新たに逆走モードであるEXTRA GP（エクストラグランプリ）が登場する。通常のグランプリとは異なり全6クラスが存在し、全6クラスを勝ち抜くとエンディングとなる。
以下、各グランプリの名称を記す。
- GRAND PRIX
  - CLASS 1: CALME GP
  - CLASS 2: BRISE GP
  - CLASS 3: RAFALE GP
  - CLASS 4: MISTRAL GP
  - CLASS 5: TEMPETE GP

- EXTRA GP
  - CLASS 1: AISANCE GP
  - CLASS 2: AGITATION GP
  - CLASS 3: IRRITATION GP
  - CLASS 4: COLERE GP
  - CLASS 5: RAGE GP
  - CLASS 6: DIABLE GP
    - クラス6のみ順走となるほか、これまでのクラスとは異なり、敵車がデビルカー4台のみとなる。

TIME ATTACK（タイムアタック）
1台のみで走り、最速レコードを目指すモード。GRAND PRIXを制覇するとREVERSED（逆走）コースが登場する。

## コース
全4コースが一部区間を共用している。オーバルコースは本作が初出となった。
Mythical Coast（ミシカルコースト）
- 全長 4,641 m

遺跡が佇む沿岸を走るコース。ストレートやコーナーがバランス良く配置された標準的なレイアウトとなっている。
Over Pass City（オーバーパスシティ）
- 全長 6,640 m

長い坂の街道から山岳地帯へと駆け抜けるコース。アップダウンが激しく、ジャンプポイントも多い。
Lakeside Gate（レイクサイドゲート）
- 全長 6,237 m

湖のある森林地帯が舞台。狭い道幅に曲がりくねったワインディングロードなど難所の多いテクニカルコースとなっている。
The Extreme Oval（ジ・エクストリームオーバル）
- 全長 3,074m

大きなバンクが特徴のロングコーナーとストレートのみで構成された、シリーズ初となるオーバルコース。一瞬のミスが勝負を左右するハイスピードレースが展開される。このコースのみクラス3から出現し、レースは6周設定で固定される（EXグランプリも同様）。

## メーカーとマシン
今作から自動車メーカーの概念が登場した。いずれも設定で国籍が定められているが、実在しない架空のメーカーである。メーカーによって重視される性能が異なるため、コースに合わせて車を選択していくことが重要になる。
最初から所持しているエスペランザを除いて、マシンはグランプリで得た賞金を用いて購入しなければならない。その時点で出現している最高クラスから1つ上のグレードまでのマシンが購入可能であるが、デビルカーのみEXGPのクラス6到達で初めて購入可能になる。マシンの中にはMT操作限定の車種も存在する。
プレイヤーが購入したマシンは「エンジニアショップ」にてチューンアップが可能で、実行するとグレードが1段階上がり性能が向上する（最高グレードは5）。チューン可能な範囲は、その時点で出現している最高クラスから1つ上のグレードまでとなる。使用したマシンのグレードがそのレースのクラスを上回っていると、ゴールドトロフィーは獲得できない。
購入したマシンは、ボディとラインのカラーリングを変更することができる。ボンネットに貼られるチームロゴは予め用意されたパターンから選び、組み合わせることができる。また、自分でロゴをデザインすることも可能である。
なお、デビルカーはチューンアップとカスタマイズでのデザイン変更は一切不可能となっている。

### GNADE（グナーデ）
ドイツの自動車メーカー。加速、最高速、ハンドリングすべてが平均的な性能となっている。
| マシン                    | クラス    | MT限定 |
| ------------------------- | --------- | ------ |
| ESPERANZA（エスペランザ） | 1 2 3 4 5 |        |

### LIZARD（リザード）
アメリカの自動車メーカー。ダイナミズム溢れるフォルムが特徴。加速力に優れているため、ドリフトからの立ち上がりと上り坂に強く、坂の多いオーバーパスシティに適している。
| マシン                       | クラス     | MT限定 |
| ---------------------------- | ---------- | ------ |
| INSTINCT（インスティンクト） | 2 3 4 5    |        |
| BAYONET（ベイオネット）      | 3 4 5      |        |
| HIJACK（ハイジャック）       | 4 5        | ○      |
| TEMPEST（テンペスト）        | デビルカー | ○      |

### AGE（アージュ）
フランスの自動車メーカー。流線型のフォルムが特徴。旋回性能に優れているため、コーナーの多いレイクサイドゲートに適している。
| マシン                     | クラス     | MT限定 |
| -------------------------- | ---------- | ------ |
| ALOUETTE（アルエット）     | 2 3 4 5    |        |
| ABEILLE（アベイユ）        | 3 4 5      |        |
| PEGASE（ペガース）         | 4 5        | ○      |
| VICTOIRE（ヴィクトアール） | デビルカー |        |

### ASSOLUTO（アッソルート）
イタリアの自動車メーカー。直線的でスポーティなフォルムが特徴。最高速に優れているため、ジ・エクストリームオーバルに適している。
| マシン                 | クラス     | MT限定 |
| ---------------------- | ---------- | ------ |
| FATALITA（ファタリタ） | 3 4 5      |        |
| ISTANTE（イスタンテ）  | 4 5        | ○      |
| GHEPARDO（ゲパルド）   | 5          | ○      |
| DRAGONE（ドラゴーネ）  | デビルカー | ○      |

## レースBGM
- 0. （ランダムプレイ）
- 1. Rage Racer
- 2. Mathemabeat
- 3. Lightning Luge
- 4. Industria
- 5. Hurricane Hub
- 6. Mech Monster
- 7. Silver Stream
- 8. Stimulation
- 9. Volcano Vehicle
- 10. Deep Drive（通常グランプリ・全5クラス 金トロフィーで制覇するとアンロックされる）